# Collegio uninominale Toscana - 09 (2017)
Il collegio elettorale uninominale Toscana - 09 è stato un collegio elettorale uninominale della Repubblica Italiana per l'elezione della Camera tra il 2017 ed il 2022.

## Territorio
Come previsto dalla legge elettorale italiana del 2017, il collegio era stato definito tramite decreto legislativo all'interno della circoscrizione Toscana.
Era formato dal territorio di 26 comuni: Bagni di Lucca, Barga, Borgo a Mozzano, Camporgiano, Capannori, Careggine, Castelnuovo di Garfagnana, Castiglione di Garfagnana, Coreglia Antelminelli, Fabbriche di Vergemoli, Fosciandora, Gallicano, Lucca, Massarosa, Minucciano, Molazzana, Pescaglia, Piazza al Serchio, Pieve Fosciana, Porcari, San Romano in Garfagnana, Sillano Giuncugnano, Vagli Sotto, Viareggio, Villa Basilica e Villa Collemandina.
Il collegio era quindi interamente compreso nella provincia di Lucca.
Il collegio era parte del collegio plurinominale Toscana - 01.

## Eletti
| Elezione | Elezione | Deputato         | Partito           |
| -------- | -------- | ---------------- | ----------------- |
|          | 2018     | Riccardo Zucconi | Fratelli d'Italia |

## Dati elettorali

### XVIII legislatura
Come previsto dalla legge elettorale, 232 deputati erano eletti con sistema a maggioranza relativa in altrettanti collegi uninominali a turno unico.
| Candidati              | Candidati                  | Voti    | %     | Liste                    | Voti    | %     |
| ---------------------- | -------------------------- | ------- | ----- | ------------------------ | ------- | ----- |
|                        | Riccardo Zucconi ✔️ Eletto | 62 515  | 37,78 | Lega                     | 34 911  | 21,10 |
| Forza Italia           | Riccardo Zucconi ✔️ Eletto | 62 515  | 37,78 | 19 409                   | 11,73   |       |
| Fratelli d'Italia      | Riccardo Zucconi ✔️ Eletto | 62 515  | 37,78 | 6 697                    | 4,05    |       |
| Noi con l'Italia - UDC | Riccardo Zucconi ✔️ Eletto | 62 515  | 37,78 | 1 498                    | 0,91    |       |
|                        | Stefano Baccelli           | 44 610  | 26,96 | Partito Democratico      | 38 095  | 23,02 |
| +Europa                | Stefano Baccelli           | 44 610  | 26,96 | 4 624                    | 2,79    |       |
| Italia Europa Insieme  | Stefano Baccelli           | 44 610  | 26,96 | 993                      | 0,60    |       |
| Civica Popolare        | Stefano Baccelli           | 44 610  | 26,96 | 898                      | 0,54    |       |
|                        | Piero Landi                | 42 846  | 25,89 | Movimento 5 Stelle       | 42 846  | 25,89 |
|                        | Cecilia Carmassi           | 6 134   | 3,71  | Liberi e Uguali          | 6 134   | 3,71  |
|                        | Fabio Barsanti             | 3 719   | 2,25  | CasaPound                | 3 719   | 2,25  |
|                        | Luna Caddeo                | 3 000   | 1,81  | Potere al Popolo!        | 3 000   | 1,81  |
|                        | Katiuscia Marchetti        | 1 186   | 0,72  | Partito Comunista        | 1 186   | 0,72  |
|                        | Mauro Domenici             | 876     | 0,53  | Il Popolo della Famiglia | 876     | 0,53  |
|                        | Emiliano Mari              | 576     | 0,35  | Italia agli Italiani     | 576     | 0,35  |
| Totale                 | Totale                     | 165 462 | 100   |                          | 165 462 | 100   |
|                        |                            |         |       |                          |         |       |
| Voti non validi        | Voti non validi            | 5 004   | 2,94  |                          |         |       |
| Votanti                | Votanti                    | 170 466 | 74,68 |                          |         |       |
| Elettori               | Elettori                   | 228 274 |       |                          |         |       |